# Stazione di Oriolo
Stazione di Oriolo vasútállomás Olaszországban, Oriolo településen.

## Vasútvonalak
Az állomást az alábbi vasútvonalak érintik:
- Viterbo–Róma-vasútvonal

## Kapcsolódó állomások
A vasútállomáshoz az alábbi állomások vannak a legközelebb:
- Stazione di Capranica-Sutri (Stazione di Viterbo Porta Fiorentina, FL3)
- Stazione di Manziana-Canale Monterano (Stazione di Roma Tiburtina, FL3)
- Stazione di Bassano Romano